# Euxoa oranaria
Euxoa oranaria là một loài bướm đêm thuộc họ Noctuidae. Nó được tìm thấy ở Maroc, Ả Rập Xê Út, Jordan, Israel và Syria.
Con trưởng thành bay vào tháng 11. Có một lứa một năm.